# Letter to Jane - An Investigation About a Still
Letter to Jane – An investigation about a Still è un film documentario del 1972, l'ultimo film realizzato dal Gruppo Dziga Vertov (in questo caso, Jean-Luc Godard e Jean-Pierre Gorin).
Il mediometraggio è stato girato in occasione della presentazione negli Stati Uniti d'America del film Crepa padrone, tutto va bene, nel quale l'attrice statunitense Jane Fonda recita a fianco di Yves Montand sotto la regia di Godard e Gorin. La voce fuori campo dei due registi commenta una fotografia dell'attrice apparsa sulla rivista L'Express il 31 luglio 1972, in occasione del suo viaggio a Hanoi, capitale del Vietnam del Nord, sottoposta a massicci bombardamenti terroristici dell'aviazione statunitense.

## Il film
Durante la presentazione alla stampa del film Crepa padrone, tutto va bene, invece di parlare del lungometraggio Godard e Gorin propongono ai giornalisti una riflessione critica su un'istantanea pubblicata su L'Express poco tempo dopo il termine dei lavori del film. L'attrice Jane Fonda è ritratta a mezzo busto, di tre quarti, mentre ascolta con espressione drammatica e attenta un uomo voltato di spalle, di statura lievemente inferiore alla sua, che porta in testa un casco coloniale del modello diventato famoso perché utilizzato come elmetto dall'Esercito popolare del Vietnam del Nord. Non si vede l'uomo in volto, ma sullo sfondo, alle spalle dell'attrice, vi sono altri uomini voltati verso l'obiettivo, con il casco e senza.
La statunitense Jane Fonda, attivista del movimento contro la guerra, è venuta a portare solidarietà al popolo vietnamita oggetto di bombardamenti indiscriminati dell'aviazione degli Stati Uniti. Secondo i due autori del Gruppo Dziga Vertov, analizzare la foto può aiutare a rispondere alla domanda “Che cosa devono fare gli intellettuali per la rivoluzione?” Ciò significa scendere a fondo nel ruolo dell'informazione capitalista e anticapitalista.
Dopo essersi scambiati una serie di lettere per mettere a punto il progetto di un film da presentare al New York Film Festival, in occasione della tournée statunitense di Crepa padrone..., i due registi lavorano in una sola giornata dell'agosto 1972 al banco di montaggio, per il risibile costo di 500 dollari. Godard mette in discussione l'immagine generosa e “impegnata” di Jane Fonda, sostenendo che la foto non fa che ribadire il suo ruolo di star internazionale, e che il suo atteggiamento nei confronti dei vietnamiti è paternalistico dal momento che invece di limitarsi ad ascoltare li interroga attivamente. La vedette offusca il popolo vietnamita e la sua lotta, così come la sua presenza nel film sugli operai francesi in lotta aveva messo in secondo piano le loro rivendicazioni.
Le voci off di Godard e di Gorin analizzano l'espressione del volto di Jane Fonda e la confrontano con film recitati in precedenza dall'attrice, e persino con alcuni interpretati dal padre Henry Fonda. Questa analisi di un'immagine statica è il punto di partenza per un confronto con le inquadrature di grandi interpreti del cinema muto, dove “era l'espressione del silenzio a creare la star”. Infine l'analisi dei piani e dei punti di vista dimostra che nell'immagine gli interlocutori vietnamiti hanno una funzione meramente di sfondo, di contorno. Jane Fonda si sostituisce all'assenza dei vietnamiti.
Non c'è da stupirsi se Jane Fonda prende molto male Letter to Jane, che ha tutto l'aspetto di un rituale di umiliazione. L'attrice statunitense rappresenta ciò che Godard odia di più al tempo: la buona coscienza della sinistra, l'impegno in nome di qualcosa, la mobilitazione mediatica per gli oppressi. Con questo esercizio piuttosto cinico di semiologia rivoluzionaria la pluriennale collaborazione di Jean-Luc Godard con Jean-Pierre Gorin ha termine. È la fine del Gruppo Dziga Vertov, nato dall'urgenza rivoluzionaria del Sessantotto.